# Food & Liquor
Food & Liquor is Lupe Fiasco's debuutalbum, dat werd uitgebracht op 19 september 2006. Jay-Z, Chill en Lupe zelf waren de executive producers van het album. Het albumcover is ontworpen door de op Chicago-gerichte Chuck Anderson van No Pattern.
Het album was twee keer eerder gelekt, in maart en mei 2006. Hierdoor maakte en bewerkte hij nieuwe platen en werd de releasedatum steeds uitgesteld. "Hey shit happens. An unmixed version of Food & Liquor got leaked yesterday. It's stuff like this that makes you wanna just be like, fuck it." Van het nummer "The Instrumental" was er al een tijdje een demo uitgekomen: "Never Lies" getiteld, maar deze werd door de platenmaatschappij meteen ingetrokken. Men dacht dat het refrein werd gezongen door Mike Shinoda, maar dat bleek niet waar.
De eerste single van het album was Kick, Push, waarin de liefde van Lupe voor het skateboarden blijkt. Er werden twee singles als tweede single uitgebracht. In Europa DayDreamin' (met Jill Scott), dat een sample bevat van I Monster's Daydream on Blue, een op zijn beurt een herwerking van Daydream, een nummer van de Belgische band The Wallace Collection. In de Verenigde Staten I Gotcha, geproduceerd door The Neptunes. De videoclip was te zien in in MTV's Making the Movie.

## Tracklist

### Standaardeditie
| #  | Titel                    | Producer(s)    | Artiesten                        | Composer(s)                                                                           | Duur  |
| -- | ------------------------ | -------------- | -------------------------------- | ------------------------------------------------------------------------------------- | ----- |
| 1  | Intro                    |                | Lupe Fiasco                      |                                                                                       | 3:06  |
| 2  | Real                     | Soundtrakk     | Lupe Fiasco, Sarah Green         | Lupe Fiasco/Mason, H./Mason, K./Soundtrakk                                            | 4:02  |
| 3  | Just Might Be OK         | Prolyfic       | Lupe Fiasco, Gemini              | Humphrey, P./Lupe Fiasco/Prolyfic                                                     | 4:24  |
| 4  | Kick, Push               | Soundtrakk     | Lupe Fiasco                      | Lupe Fiasco/Soundtrakk                                                                | 4:13  |
| 5  | I Gotcha                 | The Neptunes   | Lupe Fiasco                      | Lupe Fiasco/Pharrell Williams/Chad Hugo                                               | 3:58  |
| 6  | The Instrumental         | Mike Shinoda   | Lupe Fiasco, Jonah Matranga      | Gutenberger, John/Lopez, Shaun/Lupe Fiasco/Matranga, Jonah/Robyn, Chris/Shinoda, Mike | 3:26  |
| 7  | He Say She Say           | Soundtrakk     | Lupe Fiasco, Gemini, Sarah Green | Bacharach, Burt/Lupe Fiasco/Soundtrakk/David, Hal                                     | 3:56  |
| 8  | Sunshine                 | Soundtrakk     | Lupe Fiasco                      | Lupe Fiasco/Soundtrakk                                                                | 3:55  |
| 9  | Daydreamin'              | Craig Kallman  | Lupe Fiasco, Jill Scott          | Lupe Fiasco/VanHolman, Sylveer/Mackay, Dave/Vincent, Raymond/Kallman, Craig           | 3:55  |
| 10 | The Cool                 | Kanye West     | Lupe Fiasco                      | Lupe Fiasco/Wansel, Dexter/West, Kanye                                                | 3:56  |
| 11 | Hurt Me Soul             | Needlz         | Lupe Fiasco                      | Camillo, T./Lupe Fiasco/Sawyer, M./Needlz                                             | 4:22  |
| 12 | Pressure                 | Prolyfic       | Lupe Fiasco, Jay-Z               | Lupe Fiasco/Melvoin, Mike/Prolyfic/Schnee, Bill/Carter, Shawn                         | 4:47  |
| 13 | American Terrorist       | Prolyfic       | Lupe Fiasco, Matthew Santos      | Corea, A./Lupe Fiasco/Prolyfic                                                        | 4:40  |
| 14 | The Emperor's Soundtrack | Soundtrakk     | Lupe Fiasco                      | Lupe Fiasco/Schenker/Soundtrakk                                                       | 2:56  |
| 15 | Kick, Push II            | Brandon Howard | Lupe Fiasco                      | Lupe Fiasco/Howard, Brandon                                                           | 4:11  |
| 16 | Outro                    |                | Lupe Fiasco                      | Lupe Fiasco                                                                           | 12:13 |

### Bonustracks
| #  | Titel                                    | Producer(s)    | Artiesten   | Composer(s)                                                            | Duur |
| -- | ---------------------------------------- | -------------- | ----------- | ---------------------------------------------------------------------- | ---- |
| 17 | Theme Music to a Drive-By (iTunes Bonus) |                | Lupe Fiasco | Lupe Fiasco                                                            |      |
| 17 | Tilted (Best Buy Bonus Track)            | Needlz         | Lupe Fiasco | Lupe Fiasco/K. Cain                                                    | 3:33 |
| 18 | Carrerra Lu (Best Buy Bonus Track)       | Prolyfic       | Lupe Fiasco | Lupe Fiasco/Prolyfic/M. Beal/W. Flemons/V. White/M. White/D. Whitehead | 3:10 |
| 19 | What It Do (Best Buy Bonus Track)        | Brandon Howard | Lupe Fiasco | Lupe Fiasco/Brandon Howard/Sidney Miller                               | 4:07 |

## Samples
- Real bevat een sample van How Does It Feel van Harvey Mason
- Just Might Be OK bevat een sample gezongen door Gemini van Humphrey's Overture geschreven door P. Humphrey
- Kick, Push bevat een sample van Bolero Medley van Celeste Legaspi
- The Instrumental bevat een sample gezongen door Jonah Matranga van het nummer Nestle door Far
- He Say She Say bevat een sample van The Last Day One to Be Loved door Burt Bacharach
- DayDreamin' bevat een sample van Daydream in Blue van I Monster
- The Cool bevat een sample van Life in Mars door Dexter Wansel
- Hurt Me Soul bevat een sample van Stay With Me door Cecil Holmes
- Pressure bevat een sample van Pressure Cooker door Thelma Houston
- American Terrorist bevat een sample van  The Romantic Warrior door Return to Forever
- The Emperor's Soundtrack bevat een sample van Between the Walls van UFO

## Personeel
- Jay-Z - Executive producer, toegevoegde vocalen
- Chill −  Executive producer
- Wasalu Muhammad Jaco − Composer
- Gemini −  Toegevoegde vocalen
- Matt Santos −  Toegevoegde vocalen
- Pharrell −  Producer, Toegevoegde vocalen
- Mike Shinoda - Producer
- Needlz - Producer
- Kanye West - Producer
- Prolyfic −  Producer
- Soundtrakk −  Producer